# Baiersbronn

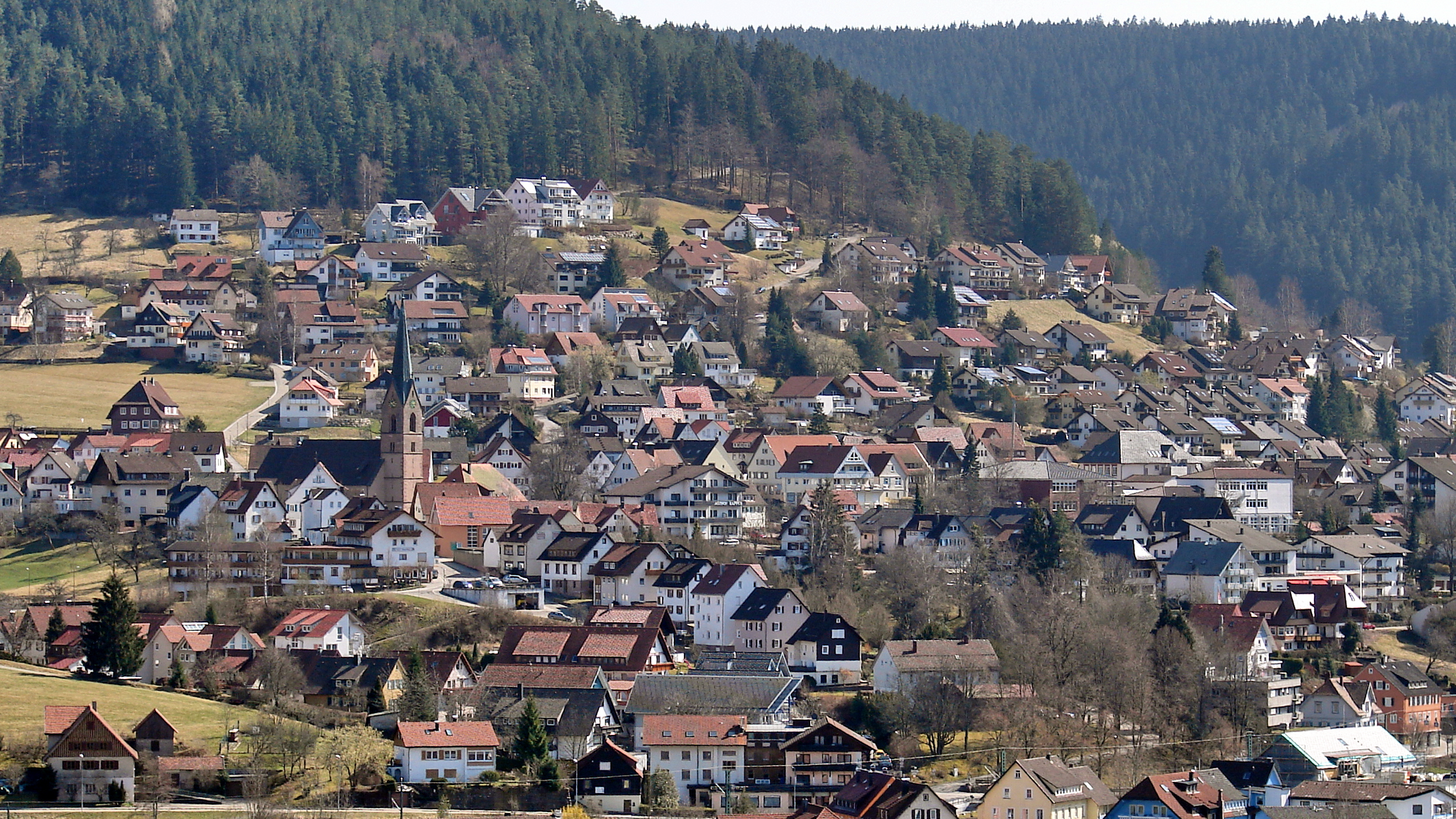
Baiersbronn-Oberdorf

Baiersbronn ist eine Gemeinde mit 15.465 Einwohnern (31. Dezember 2024) im Landkreis Freudenstadt. Sie gehört zur Region Nordschwarzwald und ist die der Fläche nach zweitgrößte Gemeinde Baden-Württembergs, direkt hinter der Landeshauptstadt Stuttgart. Das etwa fünf Kilometer nordwestlich von Freudenstadt gelegene Schwarzwalddorf ist ein Fremdenverkehrsort und bekannt für seine Spitzengastronomie. Daher ist oftmals auch vom „Sternedorf“ Baiersbronn die Rede. Der seit Anfang 2014 bestehende Nationalpark Schwarzwald liegt zu weiten Teilen auf der Gemarkung der Gemeinde.

## Geographie

### Geographische Lage
Das Gemeindegebiet von Baiersbronn erstreckt sich vom Murgtal in 450 m ü. NHN bis zum Dreifürstenstein östlich der Hornisgrinde in 1153 m Höhe, der zugleich den höchsten Punkt in Württemberg darstellt. Beim Dreifürstenstein befand sich auch der westlichste Punkt des Landes Württemberg in den auf dem Wiener Kongress von 1815 bestätigten und bis 1945 geltenden Grenzen. Heute ist dies der Punkt der Gemarkungsgrenze zwischen den Gemeinden Sasbach, Seebach und Baiersbronn.

### Gemeindegliederung
Die Gemeinde besteht aus den Ortsteilen Baiersbronn-Dorf mit Friedrichstal, Huzenbach, Klosterreichenbach mit Reichenbacher Höfe und Heselbach, Mitteltal, Obertal mit Buhlbach, Röt-Schönegründ, Tonbach und Schwarzenberg mit Schönmünzach und Schönmünz mit insgesamt 115 Dörfern, Weilern, Zinken, Höfen und Häusern.
Die offizielle Benennung der Ortsteile erfolgt in der Form „Baiersbronn-…“. In den Ortsteilen Klosterreichenbach, Röt-Schönegründ und Huzenbach sowie den beiden Ortsteilen Schwarzenberg und Schönmünz zusammen sind Ortschaften im Sinne der baden-württembergischen Gemeindeordnung eingerichtet. Sie haben jeweils einen eigenen Ortschaftsrat und Ortsvorsteher als dessen Vorsitzende. Für die Wahl des Ortschaftsrats in der Ortschaft Schönmünz wird die unechte Teilortswahl entsprechend angewandt und das Wahlgebiet in drei Wohnbezirke unterteilt. In den übrigen Ortsteilen werden Gemeindebezirke im Sinne der baden-württembergischen Gemeindeordnung mit jeweils eigenem Bezirksbeirat eingerichtet.
Im Gemeindegebiet in den Grenzen von 1970 liegen die Wüstungen Strubenhart, Talbechenhalde, Bruderhaus, Dietersbronnen, Diebelsbach und Kannenwald. Im Gebiet der ehemaligen Gemeinde Schwarzenberg liegen die Wüstungen Grasegenouwa, Schrampach oder Vortpach und Bubabenhütte.

### Räumliche Entwicklung des Gemeindegebietes
Zur Großgemeinde Baiersbronn gehören folgende früher selbstständige Gemeinden:
- Baiersbronn mit den Ortsteilen Buhlbach, Friedrichstal, Mitteltal, Obertal Schönmünz und Tonbach (Kniebis wurde 1974 im Tausch mit dem Jägerloch zu Freudenstadt ausgemeindet)
- Huzenbach (1974 zu Baiersbronn; bis 1818 bei Schwarzenberg)
- Klosterreichenbach mit Reichenbacher Höfe und dem 1936 eingemeindeten Heselbach (1. Januar 1974 zu Baiersbronn)
- Röt (1. September 1971 zu Baiersbronn)
- Schwarzenberg mit Schönmünzach, Zwickgabel, Vorder-, Mittel- und Hinterlangenbach (1974 zu Baiersbronn)

### Schutzgebiete
Auf dem Baiersbronner Gemeindegebiet liegen neben dem Nationalpark Schwarzwald die Naturschutzgebiete Schliffkopf, Kniebis-Alexanderschanze und Wilder See-Hornisgrinde sowie die Landschaftsschutzgebiete Huzenbacher See, Schönmünz- und Langenbachtal, Rot- und Rechtmurg und Seitentäler der Murg.
Außerdem liegen auf dem Stadtgebiet mehrere Teilgebiete des FFH-Gebiets Wilder See-Hornisgrinde und Oberes Murgtal und des Vogelschutzgebiets Nordschwarzwald. Baiersbronn liegt zudem im Naturpark Schwarzwald Mitte/Nord.

## Geschichte

### Baiersbronn
Baiersbronn, das seit 1320 zu Württemberg gehört, wird 1292 erstmals urkundlich erwähnt. Eine erste Schule wird 1627 nachgewiesen.
Über die Menschen im Oberamtsbezirk Freudenstadt des Königreichs Württemberg und insbesondere die Baiersbronner wird in einer zeitgenössischen Abhandlung des Königlich Statistisch-Topographischen Bureaus von 1858 geschrieben:

„Der Menschenschlag ist im Allgemeinen nicht sehr kräftig, eher unter, als über mittlerer Statur, eher dürftig, als gut genährt und mehr von blasser und kränklicher, als frischer und gesunder Gesichtsfarbe. Dieß gilt besonders von Baiersbronn, dessen Bevölkerung durch übermäßige Arbeiten und Entbehrungen aller Art sichtlich herabgekommen und verkümmert ist […]. Ungeachtet dieses schwächlichen Aussehens sind aber diese Leute, namentlich die Baiersbronner, gegen atmosphärische Einflüsse und körperliche Strapazen sehr abgehärtet und zeigen eine ungewöhnliche Lebenszähigkeit und Widerstandsfähigkeit gegen Krankheiten und körperliche Verletzungen.“

Aufgrund der sozialen Situation (Missernten, allgemeine Armut) wanderten ab Mitte des 19. Jahrhunderts viele Baiersbronner nach Nordamerika aus. Mit der Murgtalbahn kam 1901 der Anschluss an das Streckennetz der Württembergischen Staatsbahnen und der benachbarten Badischen Staatsbahnen, was einen wirtschaftlichen Aufschwung zur Folge hatte. Baiersbronn wurde zum Luftkurort und Wintersportplatz.
Im oberen Murgtal siedelten die Menschen traditionell in Einzelgehöften. So entstanden nach und nach kleine Weiler und Siedlungen, Parzellen genannt. In der Zeit des Nationalsozialismus wurden 1935 in der Altgemeinde Baiersbronn Straßennamen eingeführt.
Die Nordischen Skimeisterschaften fanden vom 6. bis 8. Februar 1953 in Baiersbronn und Freudenstadt statt.

### Übrige Orte
Die übrigen Ortschaften Klosterreichenbach, Heselbach, Röt, Huzenbach und Schwarzenberg entstanden als geschlossene Ortschaften. Sowohl Buhlbach als auch Schönmünzach entstanden durch Gründungen von Glashütten im ausgehenden 18. Jahrhundert.
Der Langenbach und nach der Vereinigung die Schönmünz stellt eine uralte Grenze dar. So ist dieser Bach seit dem Jahre 496 Stammesgrenze zwischen Alemannen (Schwaben) und Franken und noch heute Mundartgrenze. Viele Jahrhunderte war sie auch Landesgrenze zwischen Baden und Württemberg.

### Verwaltungszugehörigkeit
Seit 1938 gehörte Baiersbronn zum Landkreis Freudenstadt. Nach dem Zweiten Weltkrieg wurde der Ort Teil der französischen Besatzungszone und erfuhr somit 1947 die Zuordnung zum Land Württemberg-Hohenzollern, welches 1952 im neu gegründeten Bundesland Baden-Württemberg aufging.

### Eingemeindungen
Am 1. September 1971 wurde die Gemeinde Röt eingegliedert. Am 1. Januar 1974 folgten Huzenbach, Klosterreichenbach und Schwarzenberg.

### Einwohner
Vor allem wegen der geographisch abgeschiedenen Lage wurde über Jahrhunderte „im Tal“ geheiratet. Dies hat zur Folge, dass die Familiennamen Braun, Finkbeiner (über 150-mal), Frey, Gaiser (über 170-mal), Haist, Mast, Klumpp (über 100-mal) und Züfle überproportional vertreten sind. Zu den weiteren alteingesessenen Sippen zählen auch die Beilharz, Eberhardt, Ehmann, Fahrner, Faißt, Glaser, Günt(h)er, Keck, Möhrle, Morlok, Pfau, Rapp, Rothfuß, Schmelzle, Seidt, Trück, Wein, Würth und Wurster.
Durch die erwähnten geographischen Gegebenheiten entwickelte sich in der Altgemeinde Baiersbronn eine Sondermundart innerhalb des schwäbischen Mundartraumes, die die Baiersbronner sprachlich von den Bewohnern der angrenzenden Gemeinden scheidet.
Die Bewohner des Murgtals waren hauptsächlich in der Land- und Holzwirtschaft beschäftigt. Nicht erst der Waldbrand von 1800 ließ das Murgtal verarmen, sondern die fast vollständige Abholzung der Waldungen durch die Holzcompagnien führten dazu. Erst mit der Zunahme des Tourismus nach dem Zweiten Weltkrieg erlebte Baiersbronn einen wirtschaftlichen Aufschwung.
Zum Stichtag 31. Dezember 2015 zählte die Gemeinde 14.667 Einwohner.

## Religion
Baiersbronn erhielt 1430 seine erste Kirche. Seither darf man mit der Existenz einer „Marienpflege“ rechnen. 1492 wurde es eigenständiges Pfarramt, nachdem es zuvor kirchlich zu Dornstetten gehört hatte. Seit der Reformation in Württemberg ist Baiersbronn evangelisch-pietistisch geprägt.
Das Kloster Reichenbach führte erst 1595 den neuen Glauben ein. Neben den heutigen sechs evangelischen Kirchengemeinden in der Gesamtgemeinde gibt es seit Mitte des 20. Jahrhunderts eine römisch-katholische Gemeinde, die zum Dekanat Freudenstadt gehört. Des Weiteren gibt es fünf neuapostolische Kirchen. Inzwischen wurden auch eine evangelisch-methodistische und die freikirchliche Christus-Gemeinde gegründet.

## Ortsteile

### Baiersbronn-Dorf mit Friedrichstal
Hauptort der Gemeinde ist Baiersbronn mit knapp 5400 Einwohnern. Der Ortsteil Friedrichstal mit weiteren gut 400 Einwohnern kann durch die Schwäbischen Hüttenwerke auf eine frühe Industrialisierung zurückblicken. Vor allem die Sensen aus Friedrichstal waren berühmt.

### Huzenbach
Huzenbach wurde erstmals 1289 urkundlich erwähnt, als Pfalzgraf Ludwig von Tübingen den Ort dem Kloster Reichenbach schenkte. Die Huzenbacher lebten über Jahrhunderte vor allem von der Holzwirtschaft. Huzenbach, das bis dahin zu Schwarzenberg gehört hatte, wurde 1810 selbständig. Es hat heute rund 700 Einwohner.

### Klosterreichenbach mit Heselbach und Reichenbacher Höfe

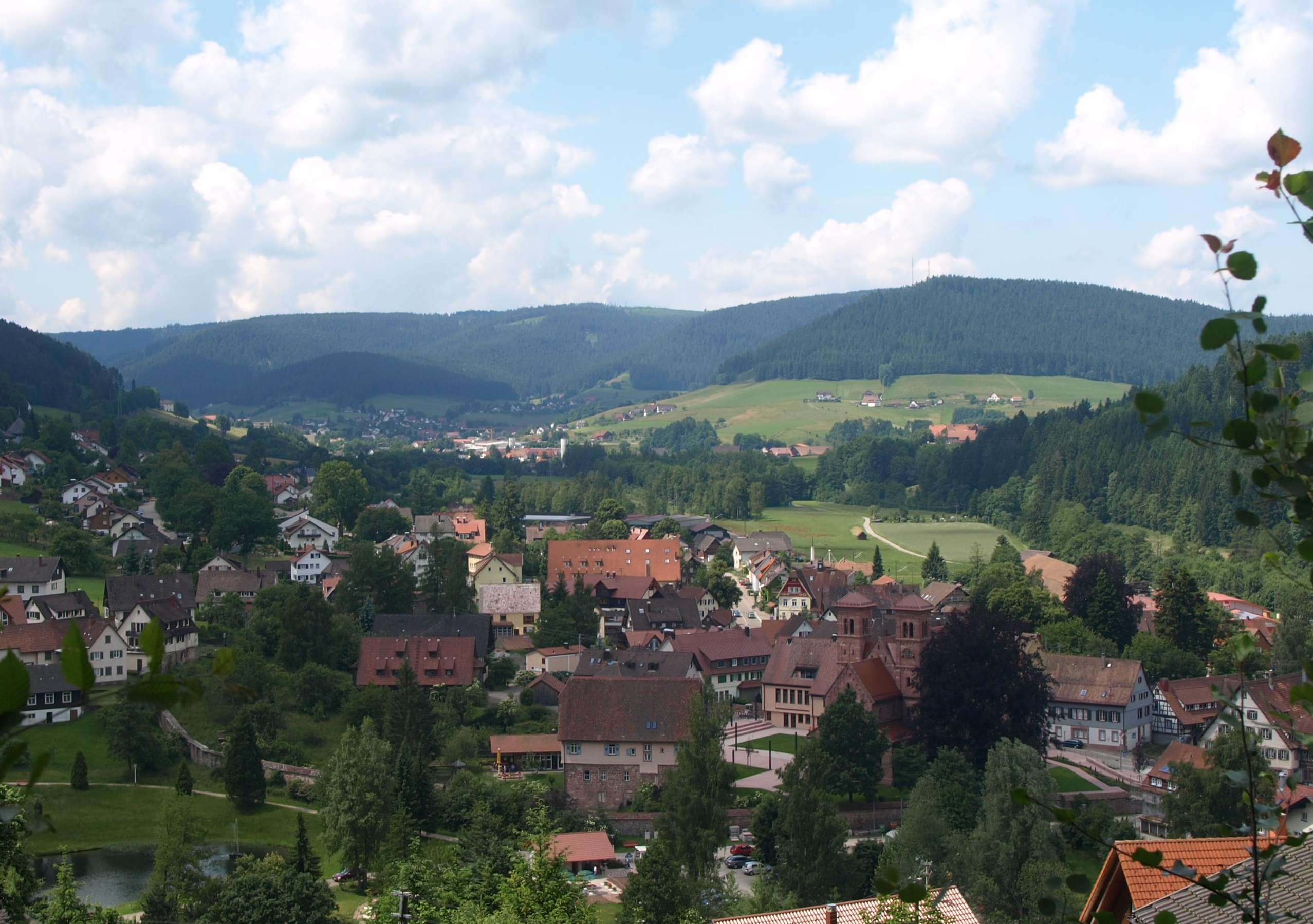
Klosterreichenbach

Das Kloster Reichenbach wurde 1085 als Tochterkloster des Klosters Hirsau von Bischof Gebhard geweiht. Nach der Einführung der Reformation wurden der Prior und seine Mönche 1595 zur Flucht gezwungen und Reichenbach wurde eine weltliche reformierte Gemeinde und Sitz des gleichnamigen Klosteramtes. 1897 wurde der Ort von Reichenbach in Klosterreichenbach umbenannt. Der Nachbarort Heselbach wurde 1936 eingemeindet. Klosterreichenbach hat etwa 2420 Einwohner.

### Mitteltal

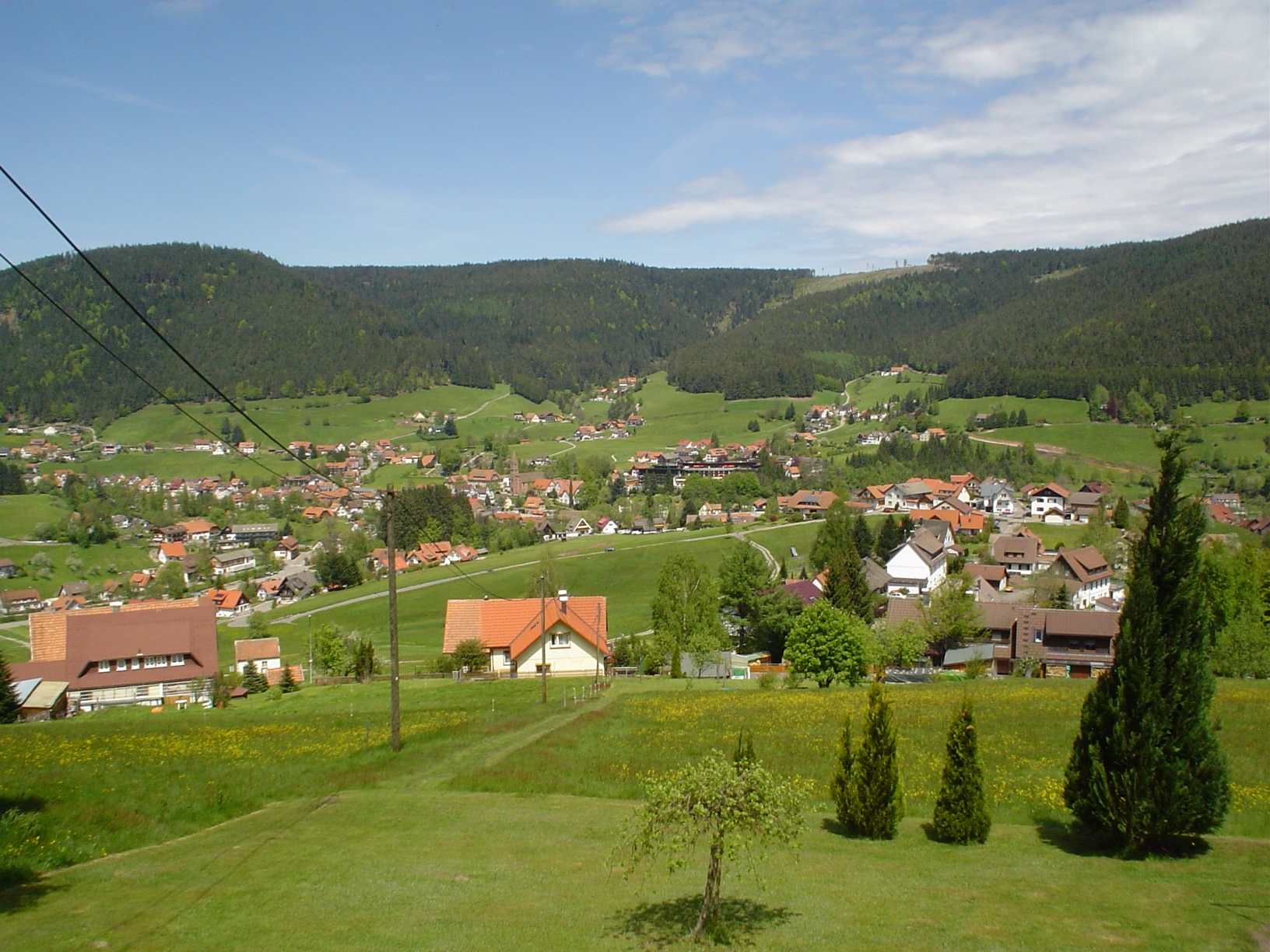
Mitteltal

Der größte Teilort der „Altgemeinde“ Baiersbronn liegt ca. 4 km westlich vom Mutterort. Durch die West-Ost-Ausrichtung des Murgtals gibt es hier eine ausgeprägte Winter- und Sommerseite. Die knapp 2100 Einwohner Mitteltals wohnen in typischen Streusiedlungen, auch „Parzellen“ genannt. Berühmt ist der Ort vor allem durch das „Hotel Bareiss“ und das Fahrzeugwerk „Müller Mitteltal“. Im frühen 20. Jahrhundert betrieb die Kolb & Schüle AG eine Flachsrösterei in Mitteltal. Im Jahr 2003 wurde der von der Wunderheiler-Familie gebaute „Morlokhof“ von Hotelier Bareiss erworben und liebevoll restauriert. Dafür erhielt er 2008 den Denkmalschutzpreis Baden-Württemberg.
Seit 2009 gibt es in Mitteltal ein Naturbad, das aus dem alten Freibad entstanden ist.

### Obertal mit Buhlbach

Ortsmitte von Obertal

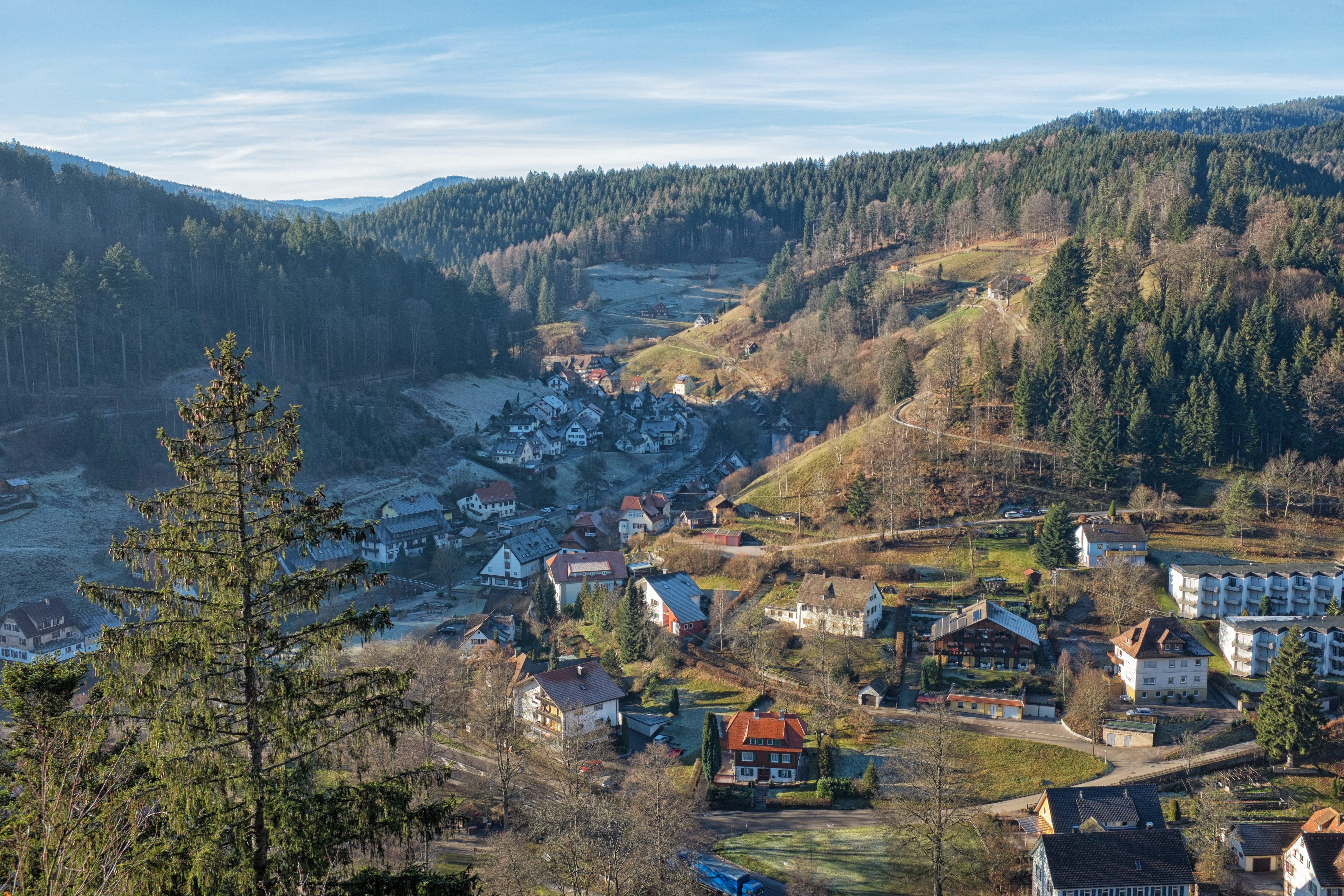
Blick vom Verlobungsfelsen über Schönmünzach

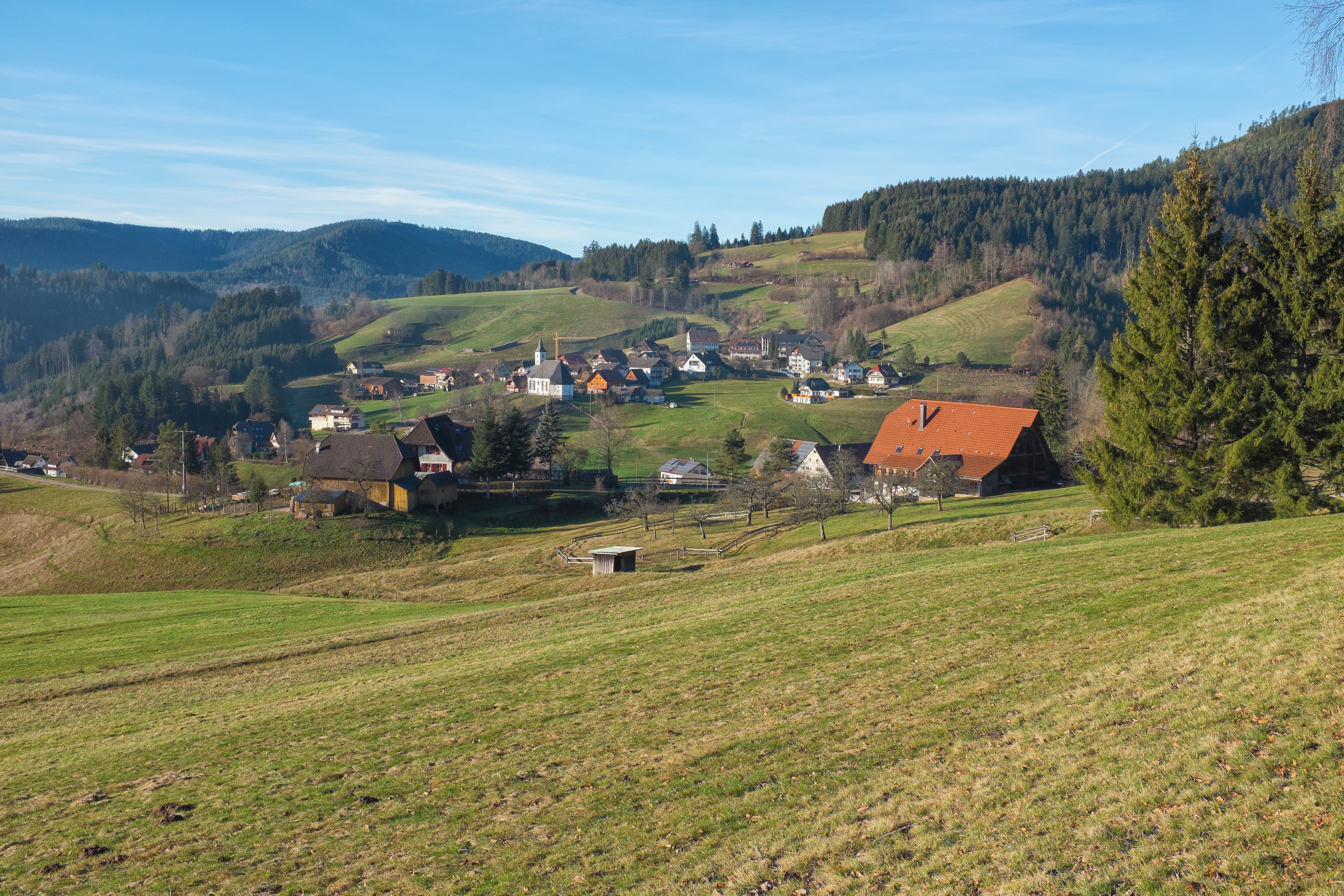
Schwarzenberg

Der heilklimatische Kurort Obertal hat rund 1330 Einwohner. Seine Ursprünge liegen im Tannenfelser Tal mit der Burgruine Tannenfels. Später gewann der Ortsteil Buhlbach durch die dortige Glashütte an Bedeutung. Die Glashütte wurde von 1721 bis 1909 betrieben. 2004 gründete sich unter Federführung von Dora-Luise Klumpp der Förderverein Glashütte Buhlbach e. V. mit dem Ziel, die noch vorhandenen Teile der Glashütte zu erhalten und zu einem Kulturpark auszubauen. Dieser ist inzwischen zu einem beliebten Ausflugsziel geworden. Heute ist der Ort durch den Fremdenverkehr geprägt.

### Röt-Schönegründ
Röt-Schönegründ wurde erstmals 1282 urkundlich erwähnt. Im Dreißigjährigen Krieg wurde es von kaiserlichen Truppen besetzt und verwüstet. 1812 zerstörte eine Brandkatastrophe, die auch die Kirche nicht verschonte, den Ort ein weiteres Mal. Ab 1890 begann mit der Industrialisierung (unter anderem Sägewerke) der wirtschaftliche Aufschwung der Gemeinde. Hier leben ungefähr 760 Menschen.

### Schwarzenberg mit Schönmünzach und Schönmünz
Die Gründung des Klosters Reichenbach führte 1085 auch zur ersten Erwähnung Schwarzenbergs, weil ein Gut im Ort dem neuen Kloster geschenkt wurde. Auf der Schwarzenberger Gemarkung wurde 1773 eine Glashütte erbaut, die bis zum beginnenden 20. Jahrhundert bestand und aus der sich der Ortsteil Schönmünzach entwickelte. Der Dichter Wilhelm Hauff erhielt die Anregungen zu seinem Märchen Das kalte Herz bei einem Besuch in Schwarzenberg. Seit 1953 ist Schönmünzach Kneippkurort. Hier mündet der Fluss Schönmünz in die Murg.
Der Ortsteil Schönmünz zieht sich entlang der Schönmünz und des Langenbachs. Er besteht aus den Siedlungen bzw. Weilern Zwickgabel, Schönmünz (oder Volzenhäuser), Leimiß, Vorder-, Mittel- und Hinterlangenbach. Hier leben rund 960 Menschen.

### Tonbach
Das kleine Seitental ohne Durchgangsverkehr mündet kurz nach Baiersbronn von Nordwesten kommend ins Murgtal und hat ca. 800 Bewohner. Berühmt ist Tonbach besonders durch seine Gastronomie, vor allem das Hotel Traube Tonbach.

## Politik

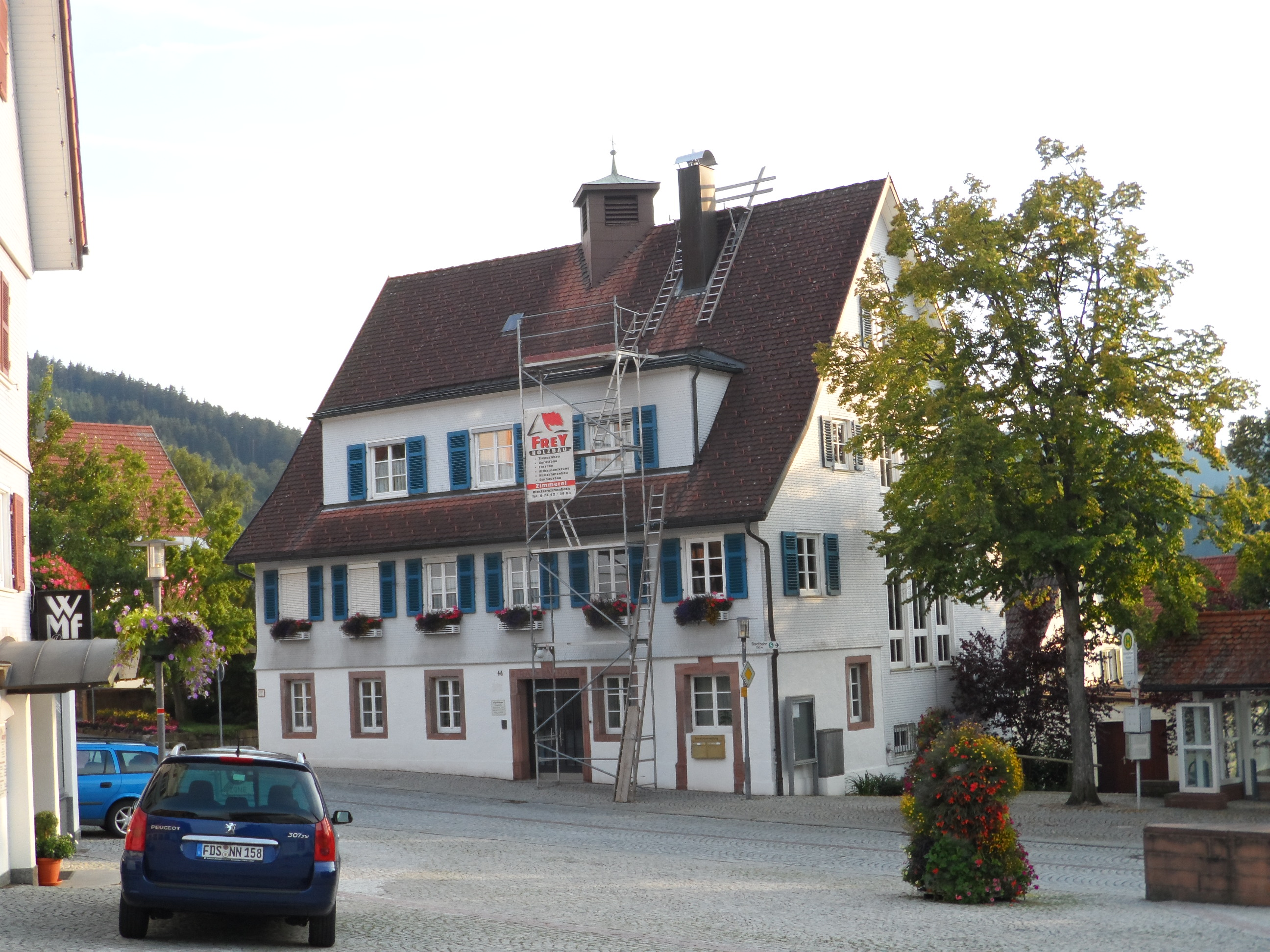
Rathaus Baiersbronn

### Gemeinderat
Erstmals seit der Gebietsreform (1968–1975) wurde im Jahr 2009 ohne die Unechte Teilortswahl gewählt. Dadurch entfielen die Überhangmandate und die Sitzzahl verringerte sich von vormals 29 auf 22.
Die Kommunalwahl am 9. Juni 2024 führte bei einer Wahlbeteiligung von 59,2 Prozent zu folgendem Ergebnis:
| Abkürzung | Partei/Liste                                         | 2024          | 2024  | 2019          | 2019    |
| Abkürzung | Partei/Liste                                         | Stimmenanteil | Sitze | Stimmenanteil | Sitze   |
| --------- | ---------------------------------------------------- | ------------- | ----- | ------------- | ------- |
| CDU       | Christlich Demokratische Union Deutschlands          | 34,1 %        | 7     | 33,0 %        | 7 Sitze |
| SPD       | Sozialdemokratische Partei Deutschlands              | 15,1 %        | 3     | 13,5 %        | 3 Sitze |
| FWV       | Freie Wählervereinigung                              | 25,4 %        | 6     | 25,5 %        | 6 Sitze |
| BUB       | Bürgeraktion Umwelt Baiersbronn                      | 11,6 %        | 3     | 14,5 %        | 3 Sitze |
| FDP/UBL   | Freie Demokratische Partei / Unabhängige Bürgerliste | 9,0 %         | 2     | 13,5 %        | 3 Sitze |
| AfD       | Alternative für Deutschland                          | 4,7 %         | 1     | --            | --      |

### Bürgermeister
- 1809–1816: Ludwig Würth
- 1817–1822: Johannes Rothfuß
- 1823–1827: Johannes Klumpp
- 1828–1831: Georg Adam Faißt
- 1832–1838: Friedrich August Pulvermüller
- 1838–1848: Christian Weidenbach
- 1848–1851: Friedrich August Pulvermüller
- 1851–1852: Christian Weidenbach
- 1852–1857: Jacob Beilharz
- 1857–1863: Johannes Frasch
- 1863–1870: … Hagenbusch
- 1870–1881: Johannes Frasch
- 1881–1886: Daniel Eilber
- 1886–1889: Albert Lebküchner
- 1890–1910: Johannes Gaiser I.
- 1910–1919: Johannes Gaiser II.
- 1919–1938: Eugen Berger
- 1938–1945: Karl Schminke
- 1945: Karl Allmann
- 1945–1946: Walter Rohde
- 1946–1955: Johannes Mast
- 1955–1981: Franz Adis (CDU)
- 1981–1989: Ernst-Ullrich Köpf
- 1989–2011: Norbert Beck (CDU)
- seit 2011: Michael Ruf (CDU)[7]

Bei der Wahl zum Bürgermeister am 10. Juli 2011 entfielen auf den Bewerber Michael Ruf mit Abstand die meisten Stimmen. Ruf war zuvor Erster Beigeordneter der Gemeinde Baiersbronn. Er sollte das Amt des Bürgermeisters am 1. September 2011 antreten. Hinsichtlich des Wahlergebnisses war eine Klage beim Verwaltungsgericht Karlsruhe anhängig. Bis zur rechtskräftigen Entscheidung über die Klage konnte das Amt des Bürgermeisters zunächst nicht angetreten werden. Michael Ruf wurde daher am 1. September 2011 vom Gemeinderat einstimmig zum Amtsverweser bestellt. Mit Urteil vom 26. Januar 2012 wies die Zweite Kammer des Verwaltungsgerichts Karlsruhe die Klage des Mitbewerbers ab. Das Urteil wurde Ende Februar 2012 rechtskräftig. Daraufhin erfolgte in einer Gemeinderatssitzung am 29. März 2012 die Einsetzung Michael Rufs als Bürgermeister der Gemeinde Baiersbronn.
Bei der Bürgermeisterwahl am 7. Juli 2019 wurde Ruf mit 97,9 Prozent der gültigen Stimmen im Amt bestätigt. Die Wahlbeteiligung lag bei 31,51 Prozent.

### Wappen
| Wappen der Gemeinde Baiersbronn | Blasonierung: „In Blau ein laufender silberner (weißer) Röhrenbrunnen mit zwei Röhren.“ |
| Wappen der Gemeinde Baiersbronn | Wappenbegründung: Das für den Ortsnamen „redende“ Bild des Brunnens wurde in den Siegeln Baiersbronns seit Ende des 19. Jahrhunderts geführt. Die gegenüber den älteren Darstellungen vereinfachte Zeichnung erhielt das Wappenbild anlässlich der Verleihung von Wappen und Flagge durch das Innenministerium am 15. November 1956. Das Wappen wurde der Gemeinde Baiersbronn – gemeinsam mit der Flagge – am 15. November 1956 vom Innenministerium verliehen. |

### Gemeindepartnerschaften
Die Gemeinde Baiersbronn unterhält folgende Partnerschaften:
- Nogent-le-Rotrou, Frankreich, seit 1964
- Midhurst, Vereinigtes Königreich, seit 1985

## Wirtschaft und Infrastruktur

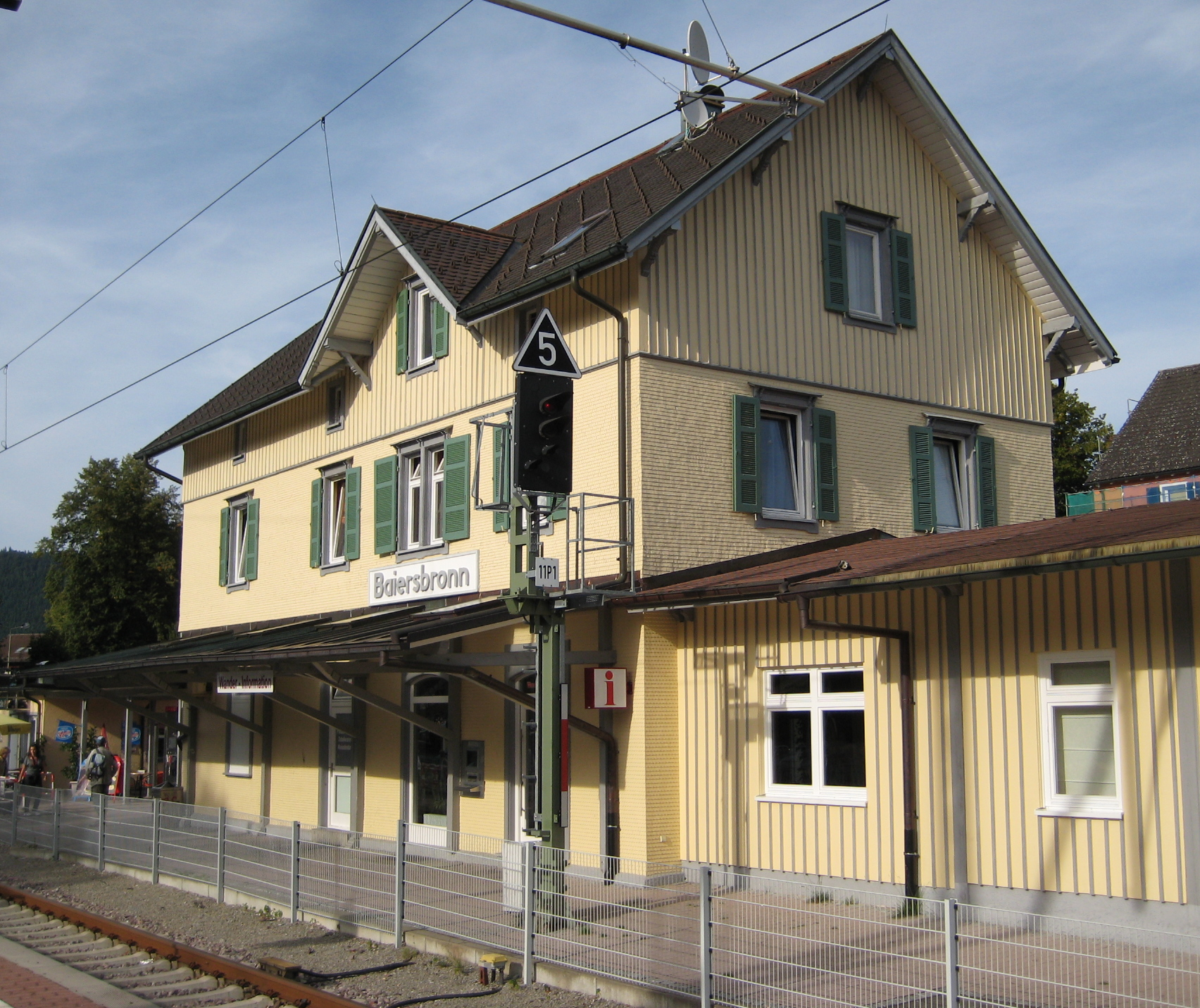
Bahnhof Baiersbronn

### Wirtschaft
Die Wirtschaft in Baiersbronn wird von Tourismus und Gastronomie dominiert. Zwei Drittel aller sozialversicherungspflichtig Beschäftigten sind in dem Bereich Handel/Verkehr/Dienstleistungen tätig. Das restliche Drittel ist im produzierenden Gewerbe tätig.
Weitere in Baiersbronn ansässige Wirtschaftszweige sind das Handwerk, Kartonage- und Druckbetriebe, Maschinenbauunternehmen, Holzverarbeitung sowie Speditionen.
Unter anderem hat die Baiersbronn Frischfaser Karton GmbH (vormals Mayr-Melnhof Karton) hier einen Produktionsstandort. Im Ortsteil Mitteltal befindet sich der Sitz des Anhänger- und Aufbauherstellers Müller-Mitteltal.

### Verkehr

#### Bahnverkehr
Die Gemeinde liegt an der 1901 von Freudenstadt bis Klosterreichenbach eröffneten Murgtalbahn. Die Königlich Württembergischen Staats-Eisenbahnen erbauten die Bahnhofsgebäude von Friedrichstal, Baiersbronn und Klosterreichenbach als Einheitsbahnhöfe vom Typ IIa, IIIa beziehungsweise IIIb. Aufgrund des steilen Streckenverlaufs wurde die Bahn bis 1924 stellenweise als Zahnradbahn betrieben.
Heute verbindet die Linien S8 der Stadtbahn Karlsruhe Baiersbronn mit Karlsruhe, Freudenstadt und Bondorf. Seit Dezember 2022 verkehren Regional-Express-Züge der DB Regio Mitte (ehemalige Eilzuglinie S81) von Karlsruhe über Baiersbronn nach Freudenstadt. Durch Anschlüsse in Freudenstadt Hbf sind über die dort beginnende Kinzigtalbahn und die Gäubahn weitere Ziele im Schwarzwald erreichbar. Baiersbronn gehört der Verkehrs-Gemeinschaft Landkreis Freudenstadt an.

#### Fernstraßen
Die Bundesstraße 462 von Rastatt nach Rottweil schließt Baiersbronn an das überregionale Straßennetz an.
Die Bundesstraße 500 (Schwarzwaldhochstraße) läuft im Westen größtenteils entlang der Gemeindegrenze, die früher auch Landesgrenze zwischen Württemberg und Baden war.

#### Radverkehr
Durch eine Alltagsroute aus dem Radnetz Baden-Württemberg ist Baiersbronn mit Freudenstadt und in der anderen Richtung über Forbach, Gaggenau und Gernsbach mit Rastatt verbunden.

### Bildung
In Baiersbronn gibt es neben dem Richard-von-Weizsäcker-Gymnasium mit der Johannes-Gaiser-Schule im Hauptort eine Real- und Hauptschule mit Werkrealschule, die Grund- und Hauptschulen mit jeweiliger Werkrealschule in Klosterreichenbach und Mitteltal sowie mit der Wilhelm-Münster-Schule im Hauptort, der Friedrich-Rupps-Schule in Schönmünzach und der Grundschule Obertal drei reine Grundschulen.

## Veranstaltungen
Die kurvenreiche Verbindungsstraße zwischen Baiersbronn-Obertal und dem Ruhestein wurde am 21. Juli 1946 einmalig für eine Motorsportveranstaltung genutzt, das Ruhestein-Bergrennen. In Erinnerung an dieses Ereignis findet seit 2013 das Baiersbronn Classic statt, eine dreitägige Gleichmäßigkeits- und Zuverlässigkeitsfahrt für Automobilklassiker bis Baujahr 1975.
Im Forbachtal veranstaltet Baiersbronn zusammen mit der Nachbarstadt Freudenstadt die Gartenschau Freudenstadt/Baiersbronn 2025.

## Kultur und Sehenswürdigkeiten

### Museen
- Hauffs Märchenmuseum im Baiersbronner Oberdorf ist Wilhelm Hauff gewidmet, dem Verfasser des Märchens Das kalte Herz. Gezeigt wird das frühere Leben der Flößer, Köhler, Glasmacher und Holzhändler im oberen Murgtal.[20]
- Im Museum Königshammer erinnern ein rekonstruierter Breithammer und weitere Exponate an die Geschichte der Eisenverarbeitung in Friedrichstal. Am Platz des Museums stand von 1810 bis 1965 ein Hammerwerk der Königlichen Hüttenwerke. Ein 4,6 Kilometer langer Rundweg Im Tal der Hämmer führt zu Stätten des Bergbaus und der Waldgewerbe, und durch die Industrie- und Arbeitersiedlung zu den ehemaligen Hammerschmieden.[21]
- Kulturpark Glashütte Buhlbach in Obertal Buhlbach: Die Glashütte Buhlbach, gegründet 1758, war Mitte des 19. Jahrhunderts einer der größten industriellen Betriebe im Schwarzwald mit rund 200 Beschäftigten. Unter der Familie Böhringer begann 1788 eine blühende Glasindustrie. Mit der Herstellung des Buhlbacher Schlegel, der bis zum Zarenhof nach Sankt Petersburg exportiert wurde, erreichte die Glashütte überregionale Bedeutung.

### Musik
Seit 1998 findet in der Region, als musikalischer Höhepunkt des Jahres, das Schwarzwald Musikfestival statt. Unter der künstlerischen Leitung von Mark Mast hat sich das Projekt inzwischen zu einer überregional bedeutsamen Institution entwickelt und in der deutschen Festivallandschaft etabliert.

### Theater
Seit 2001 finden im Sommer Theateraufführungen der Amateur-Theatergruppe Neue Studiobühne unter freiem Himmel an wechselnden Orten statt. Mit dem Stück Morlok.Mythos.Mädesüß. gewann das Ensemble den Sonderpreis der Jury beim Oskarle, dem Mundart-Theater-Preis Baden-Württemberg.

### Bauwerke

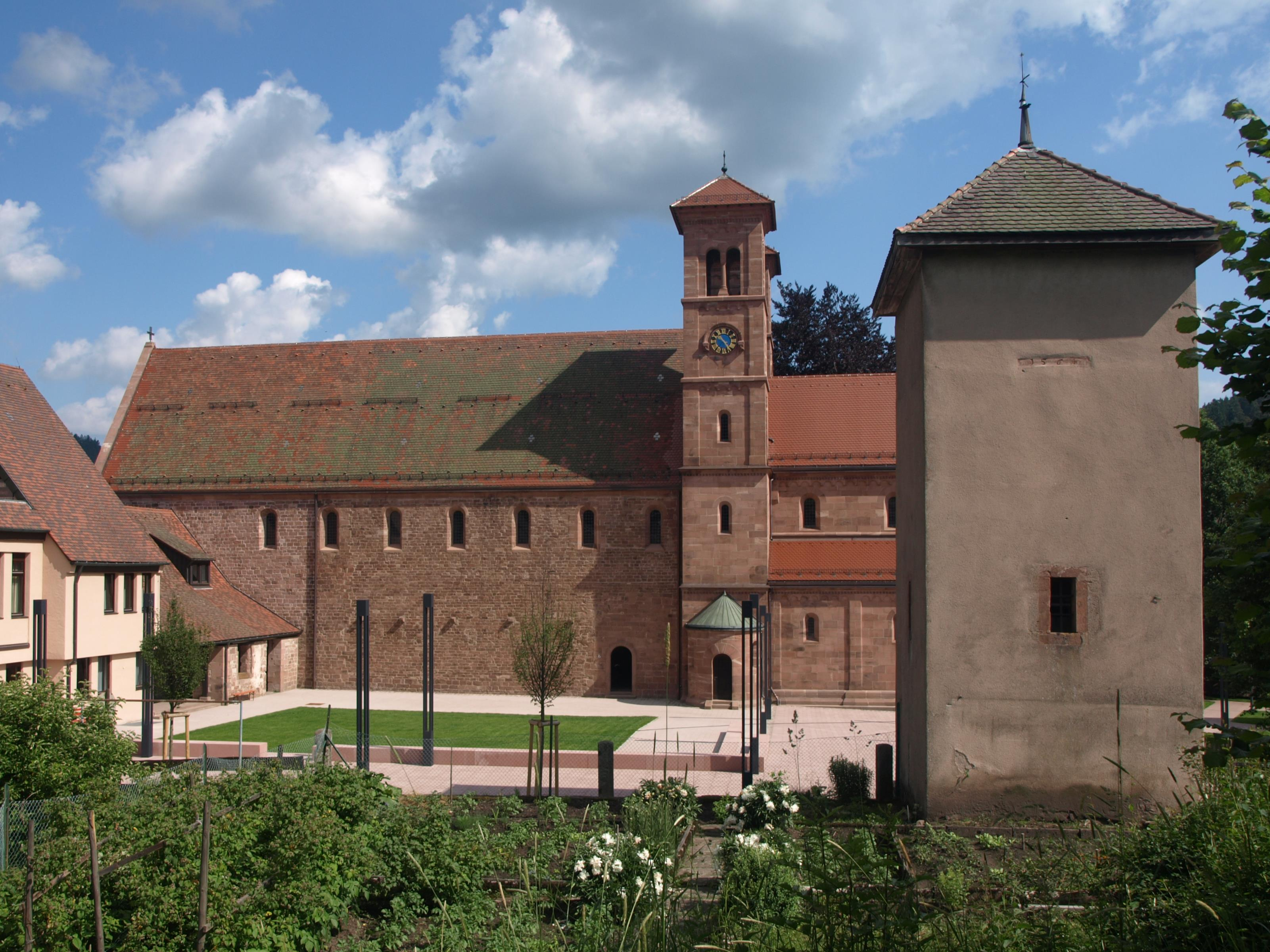
Kloster Reichenbach

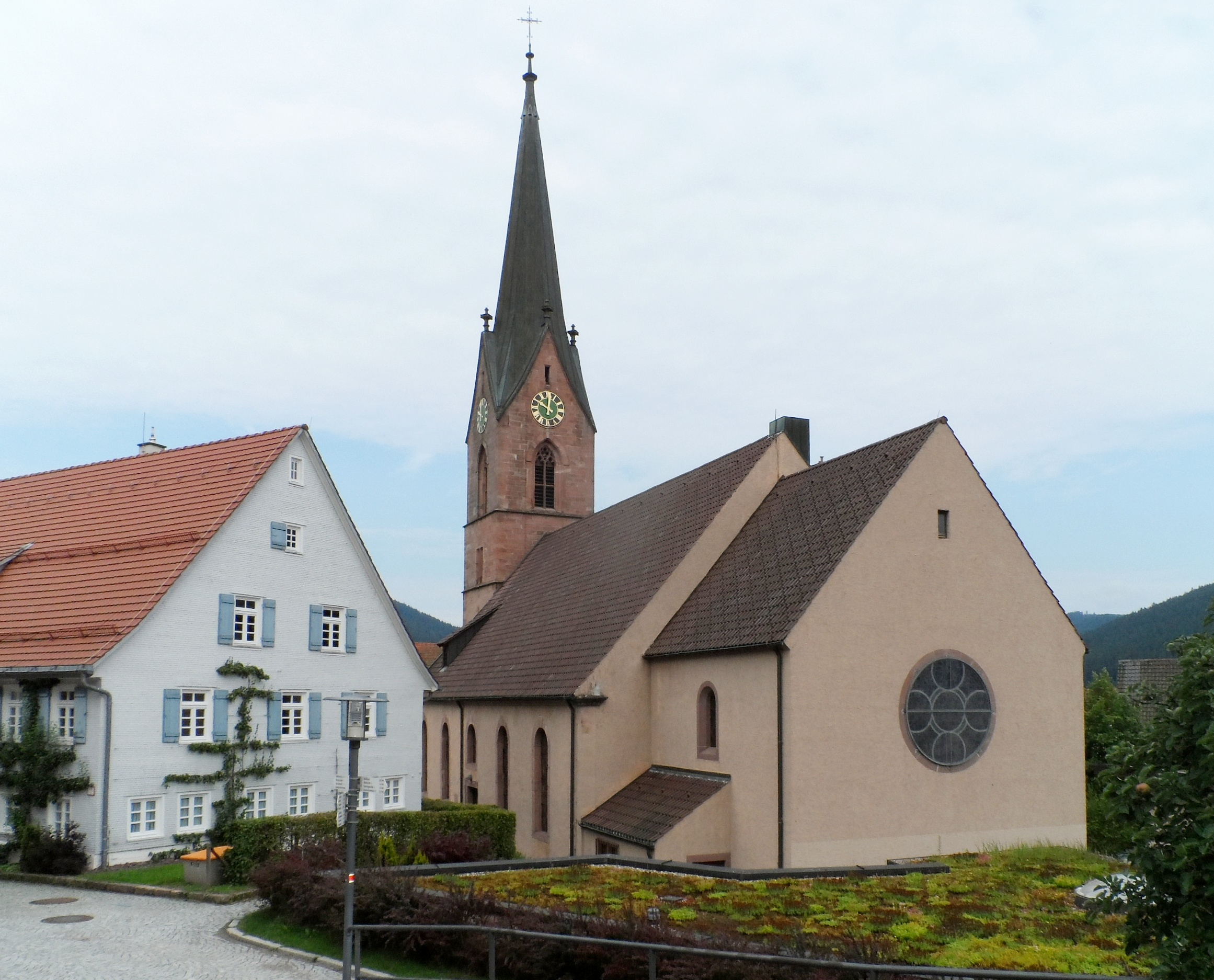
Evangelische Marienkirche Baiersbronn-Oberdorf

- Münsterkirche des Klosters Reichenbach von 1083 in Klosterreichenbach
- Marienkirche Baiersbronn
- Rinkenturm auf dem Rinkenkopf

### Denkmäler
- Mit der Alexanderschanze befindet sich ein Bodendenkmal, das auf eine 1734 durch Herzog Carl Alexander von Württemberg erbaute militärische Sicherungsanlage hinweist, in der Nähe von Baiersbronn. Sie war ein Teil einer Befestigungslinie auf dem Kniebisrücken und zur Verteidigung der Passstraße über den Schwarzwald bestimmt.
- Die Röschenschanze in der Nähe des Hotels Zuflucht liegt genau auf der ehemaligen Grenze zwischen Baden und Württemberg, teilweise also auf Baiersbronner Gebiet, teilweise gehört sie zu Oppenau.
- Auf dem Rinkenkopf befindet sich die Rinkenmauer, eine Befestigungsanlage deren Entstehungszeit und Zweck bis heute unbekannt sind.
- Die Burgruine Tannenfels ist eine ehemalige Turmburg auf der rechten Seite des  Murgtals zwischen Rechtmurg und Ilgenbach. Die Reste der zwei Meter mächtigen Mauern sind noch zu sehen.

### Gastronomie
Baiersbronn ist mit einer kurzen Unterbrechung 2020 laut Guide Michelin der einzige deutsche Ort mit zwei Dreisternerestaurants:
- Schwarzwaldstube im Hotel Traube Tonbach in Tonbach (Küchenchef Torsten Michel); am 5. Januar 2020 durch einen Brand gänzlich zerstört[22] 2022 erhielt das in ein Ausweichquartier umgesiedelte Restaurant wieder drei Sterne[23]
- Restaurant Bareiss im Hotel Bareiss in Mitteltal (Küchenchef Claus-Peter Lumpp)

Jeweils einen weiteren Michelin-Stern wiesen im Jahr 2019 das Restaurant Schloßberg des Hotels Sackmann (Küchenchef Jörg Sackmann) in Schwarzenberg und die Köhlerstube im Hotel Traube in Tonbach (Küchenchef Florian Stolte) auf. Damit gibt es insgesamt acht Michelin-Sterne in Baiersbronn – auf dem engen Raum einmalig in Deutschland.

### Natursehenswürdigkeiten
Mehrere Karseen liegen auf Baiersbronner Gemarkung. Dazu gehören der Huzenbacher See und der Wildsee. Richtung Südwesten führt ein Wanderweg ca. 4,5 km durch das Sankenbachtal hinauf zum Sankenbachsee. In dessen Talkessel lag ursprünglich ein weiterer Karsee. Dieser lief jedoch vor rund 3000 Jahren aus, weil der Sankenbach die Endmoräne wegspülte, die den See aufstaute. 1980 bis 1981 schüttete das Forstamt Obertal gemeinsam mit dem Wasserwirtschaftsamt Freudenstadt einen Erdwall auf, sodass sich erneut ein See aufstaute. Ein steiler Pfad führt von dort weiter hinauf zu den Sankenbach-Wasserfällen. Über eine Karwand aus Unterem Buntsandstein stürzen sie in zwei Stufen 40 Meter tief zu Tal.
Der Nationalpark Schwarzwald liegt zum großen Teil auf der Gemarkung der Gemeinde Baiersbronn.

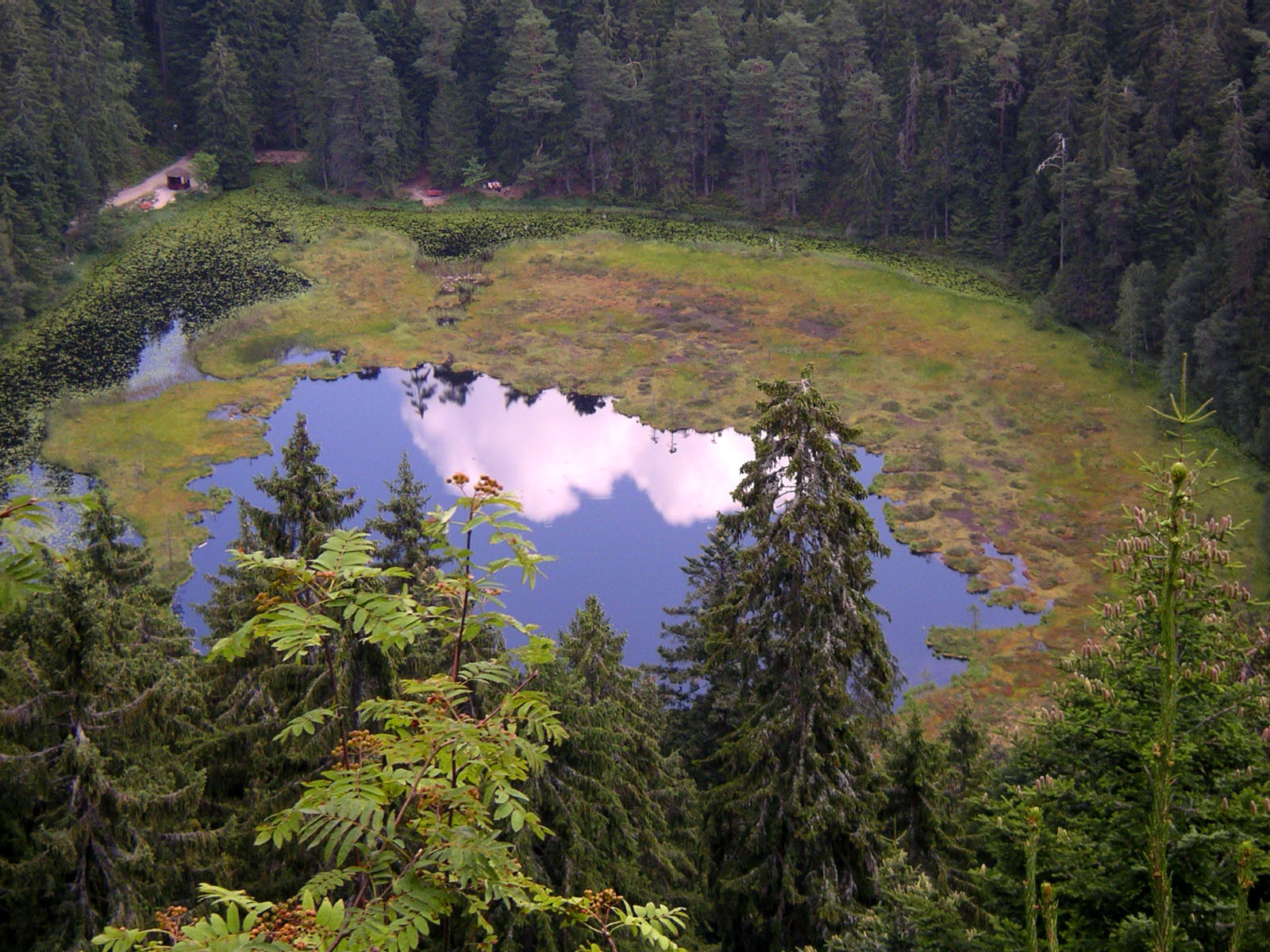
Blick auf Huzenbacher See von der Karwand
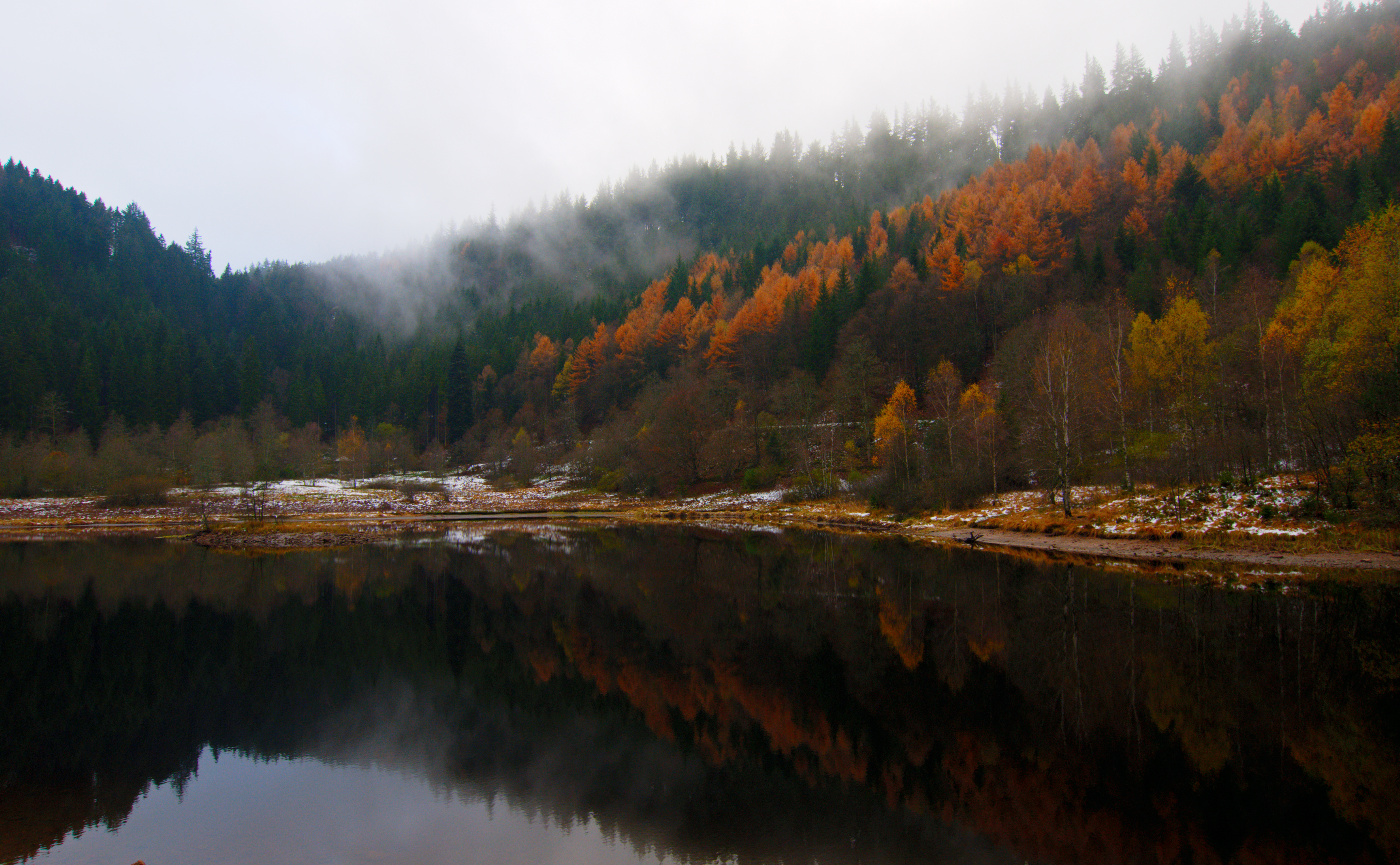
Sankenbachsee
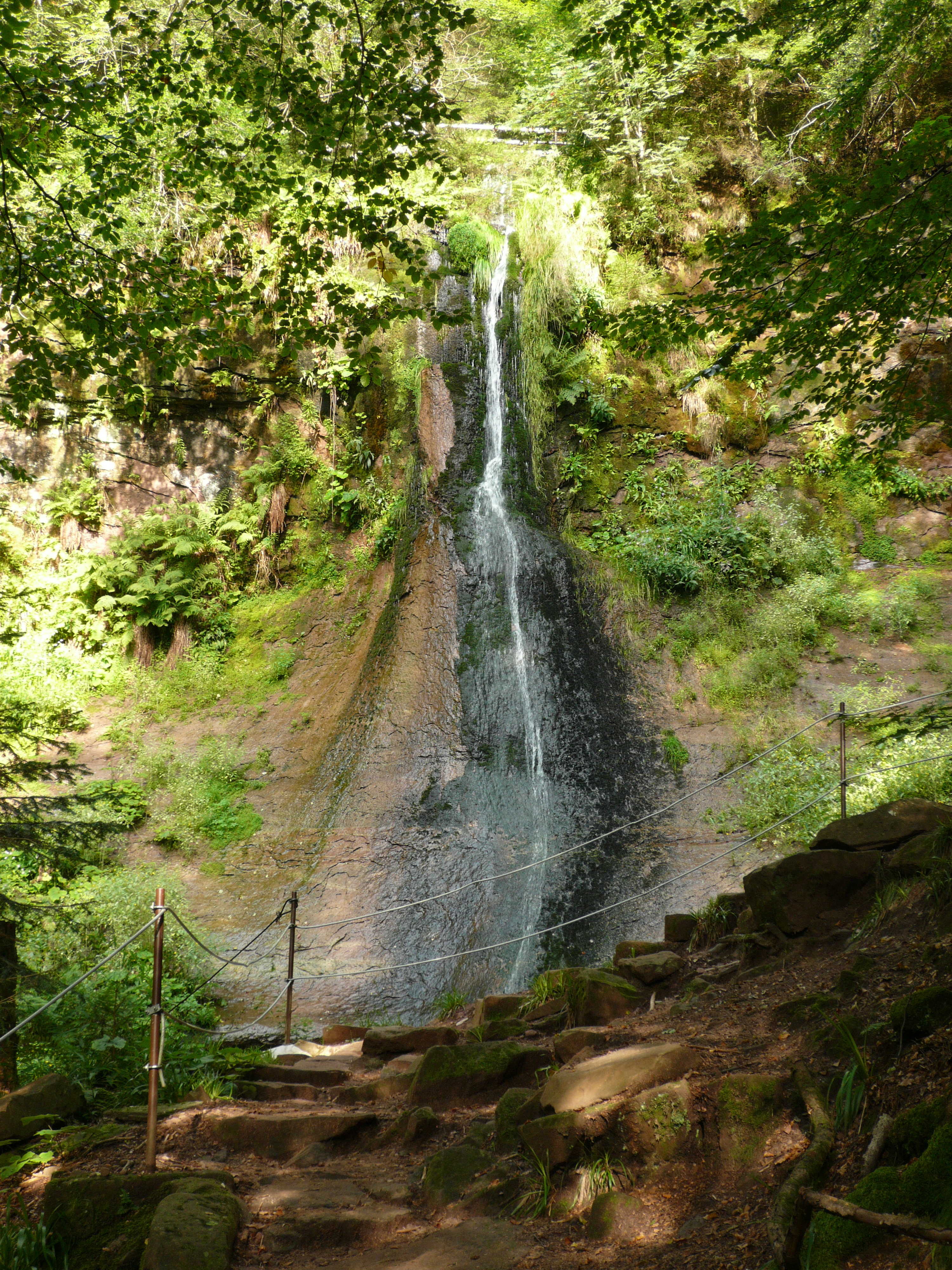
Sankenbachfall
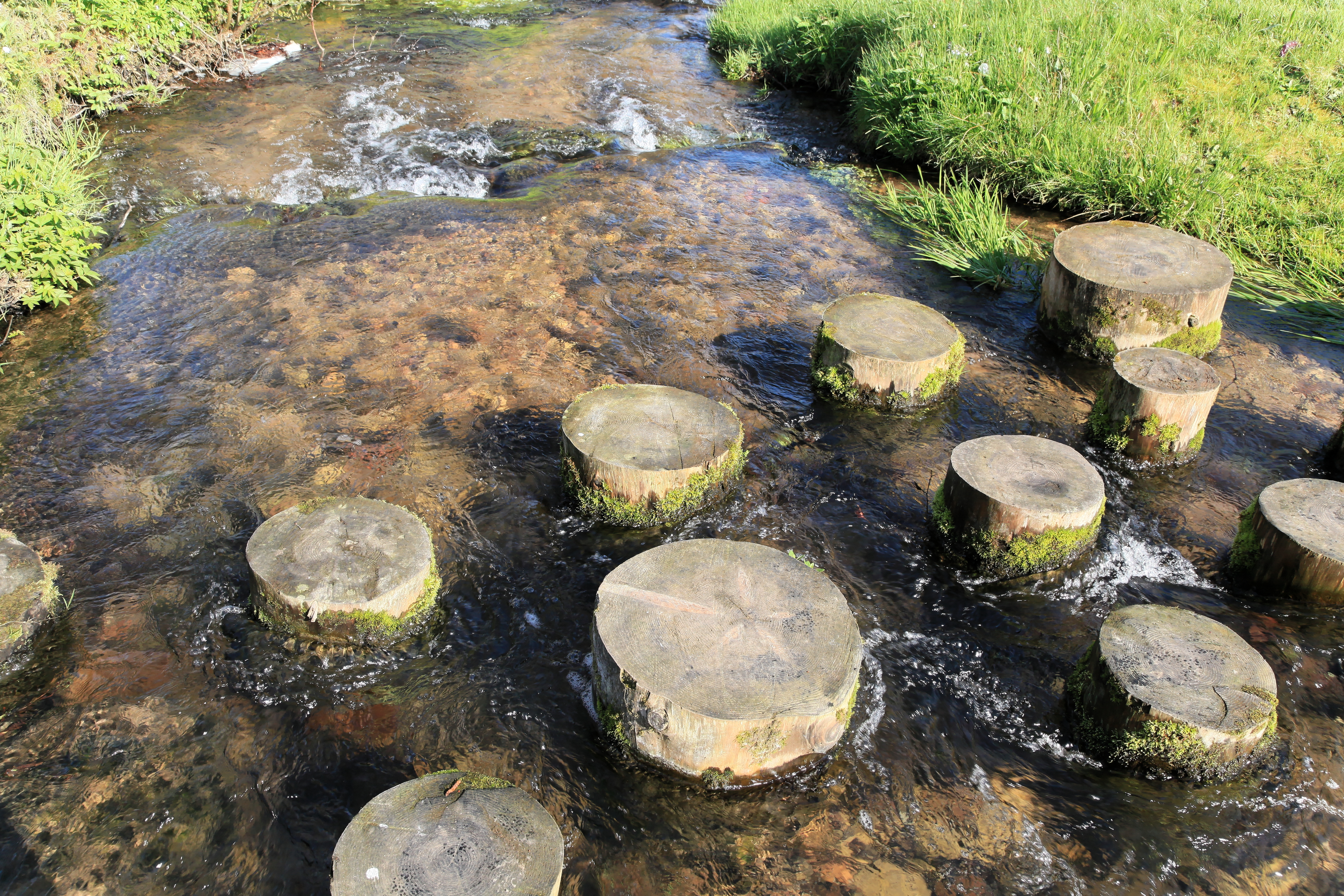
Trittsteinbrücke

## Persönlichkeiten

### Söhne und Töchter der Gemeinde

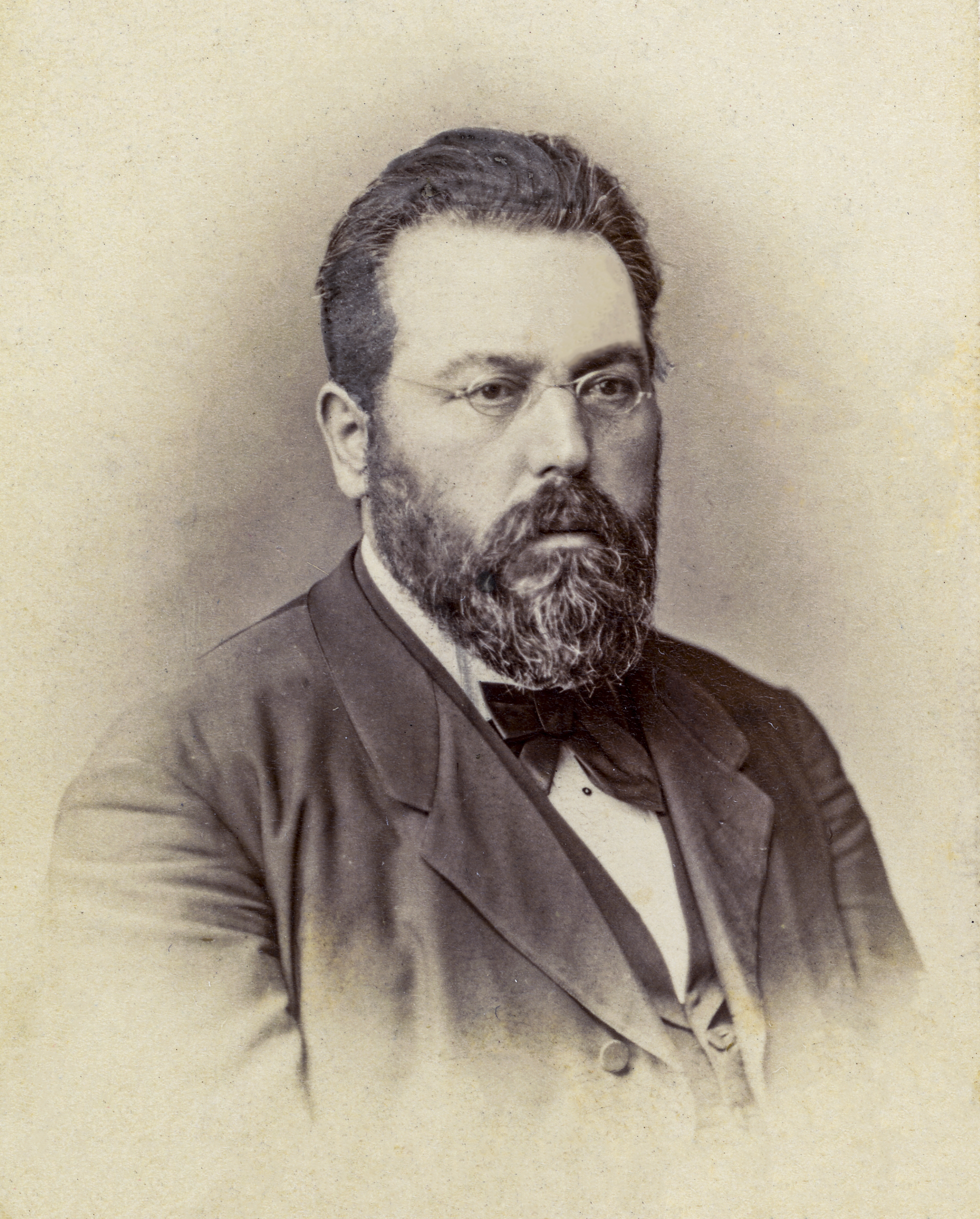
Andreas Faißt

- Ferdinand Oechsle (1774–1852), Entwickler einer Mostwaagenskala („Öchsle-Grad“)
- Christian Friedrich Schaible (1791–1845), geboren in Klosterreichenbach,  württembergischer Beamter und Oberamtmann
- Andreas Faißt (1821–1878), Chemiker und Unternehmer
- Heinrich Friedrich Otto Abel (1824–1854), Historiker
- Gottlieb Klumpp (1829–1918), Reichstagsabgeordneter aus Schwarzenberg
- Karl von Hahn (1848–1925), Forschungsreisender und Ethnograf
- Hermann Diez  (1866–1939), Journalist, Direktor des Wolffs Telegraphisches Bureau
- Emil Schmid (1873–1938), Oberamtmann
- Emil Georg von Stauß (1877–1942), Bankmanager
- Ernst Braun (1878–1962), geboren in Schönmünzach, Wasserbauingenieur und Hochschullehrer
- Erwin Ackerknecht (1880–1960), Literaturhistoriker und Bibliothekar, Direktor des Schiller-Nationalmuseums Marbach am Neckar
- Eberhard Ackerknecht (1883–1968), deutsch-schweizerischer Professor für Veterinäranatomie
- Friedrich Rothfuß (1884–1960), von 1945 bis 1948 Bürgermeister von Freudenstadt
- Karl Sinn (1890–1961), Landrat in Balingen
- Otto Kienzle (1893–1969), Ingenieur, Fertigungsplaner und Hochschullehrer
- Wilhelm Braun (1897–1969), deutscher Skilangläufer
- Ernst Beilharz (1905–1984), Amerikaauswanderer
- Fritz Gaiser (1907–1994), Skilangläufer
- Hans Jörg Weitbrecht (1909–1975), Psychiater und Neurologe
- Werner Klumpp (1928–2021), Politiker (FDP), saarländischer Wirtschaftsminister, Präsident des Sparkassen- und Giroverbandes Saar
- Hermann Bareiss (* 1944), Hotelier
- Dieter Frey (* 1946), Sozialpsychologe, Professor an der Ludwig-Maximilians-Universität und Akademischer Leiter der Bayerischen Elite-Akademie
- Richard Wagner (* 1947), Physiker, Träger des Leibniz-Preises (1990), Professor an der Technischen Universität Hamburg, Ehrenprofessor an der Jiaotong-Universität Shanghai, seit 2006 Direktor am Institut Laue-Langevin in Grenoble (Neutronenforschung)
- Heiner Finkbeiner (* 1949), Hotelier
- Volker Teich (1951–2024), evangelischer Theologe
- Stefan Wisniewski (* 1953), Ex-Terrorist und ehemaliges Mitglied der Rote Armee Fraktion
- Mark Mast (* 1963), Dirigent und künstlerischer Leiter des Schwarzwald-Musikfestivals
- Maren Günter (* 1976), Skirennläuferin
- Jens Gaiser (* 1978), Nordischer Kombinierer
- David Siegel (* 1996), Skispringer

### Persönlichkeiten, die vor Ort gewirkt haben
- Julius Ackerknecht (1856–1932), Reallehrer 1879–1883, danach Gymnasialprofessor in Stuttgart
- Otto Gittinger (1861–1939), Pfarrer und Mundartdichter
- Clara Nordström (1886–1962), Schriftstellerin; lebte 1938 bis Anfang der 1940er Jahre in Baiersbronn
- Max Himmelheber (1904–2000), Erfinder der Spanplatte
- Margret Hofheinz-Döring (1910–1994), Malerin; lebte 1939 bis 1953 in Baiersbronn
- Heinrich Riethmüller (1921–2006), Komponist und Synchronsprecher; lebte in Baiersbronn
- Gerhard Maier (* 1937), späterer Landesbischof der Evangelischen Landeskirche in Württemberg, war von 1968 bis 1973 Vikar und Pfarrer in Baiersbronn
- Harald Wohlfahrt (* 1955), Meisterkoch; arbeitete im Hotel Traube, Baiersbronn-Tonbach
- Jörg Sackmann (* 1960), Meisterkoch; arbeitet im Hotel Sackmann, Baiersbronn-Schwarzenberg
- Claus-Peter Lumpp (* 1964), Meisterkoch; arbeitet im Hotel Bareiss, Baiersbronn-Mitteltal
- Conny Mayer-Bonde (* 1972), ehem. Mitglied des Deutschen Bundestags (2002–2005), Professorin für Tourismusmarketing an der Dualen Hochschule Baden-Württemberg Ravensburg
- Alexander Bonde (* 1975), deutscher Politiker (Grüne), 2011 bis 2016 Landesminister für Ländlichen Raum und Verbraucherschutz in Baden-Württemberg, lebt in Baiersbronn-Mitteltal
- Melanie Faißt (* 1990), Skispringerin, Mitglied des SV Baiersbronn
- Manuel Faißt (* 1993), Nordischer Kombinierer, Mitglied des SV Baiersbronn
- Svenja Würth (* 1993), Skispringerin, Goldmedaillen-Gewinnerin bei der Nordischen Ski-WM in Lahti, lebt in Baiersbronn